# Ral·li Osona
El Ral·li Osona va ser una prova de ral·li que es disputava anualment a Osona des de 1969 fins al 2021. Era organitzada per l'Escuderia Osona, i la prova va ser puntuable per als Campionats d'Espanya (1988-1992) i de Catalunya de Ral·lis. Es va deixar de disputar l'any 2022, però encara hi és el ral·li de Masies de Voltregà, on hi han etapes per tot el nord d'Osona.

## Palmarès
A 25 de gener de 2025
| Any  | Edició                                    | Pilot                                     | Copilot                                   | Automòbil                                 | Camp.                                     |
| ---- | ----------------------------------------- | ----------------------------------------- | ----------------------------------------- | ----------------------------------------- | ----------------------------------------- |
| 1969 | 1r Ral·li Osona                           | Ramon Juanou                              | Josep March                               | Porsche 911 S                             |                                           |
| 1970 | 2n Ral·li Osona                           | Paco Torredemer                           | Josep Maria Clot                          | Alpine Renault 1600                       |                                           |
| 1971 | 3r Ral·li Osona                           | Josep Maria Fernández                     | Josep Adell                               | Porsche 914                               |                                           |
| 1972 | 4t Ral·li Osona                           | Salvador Servià                           | Víctor Sabater                            | Seat 124 1600                             |                                           |
| 1973 | 5è Ral·li Osona                           | Ramon Serra                               | Jordi "Chi" Viñas                         | Porsche 911 S                             |                                           |
| 1974 | 6è Ral·li Osona                           | Salvador Servià                           | Josep Lluís Viñas                         | Seat 1430 1600                            |                                           |
| 1975 | 7è Ral·li Osona                           | Josep Maria Fernández                     | Alfred Cortel                             | Porsche 911 Carrera                       |                                           |
| 1976 | 8è Ral·li Osona                           | Josep Maria Fernández                     | Alfred Cortel                             | Porsche 911 Carrera                       |                                           |
| 1977 | 9è Ral·li Osona                           | Claudi Caba                               | Joan Aymamí                               | Porsche Carrera                           |                                           |
| 1978 | 10è Ral·li Osona                          | Carles Santacreu                          | Antoni Santacreu                          | Porsche Carrera                           |                                           |
| 1979 | 11è Ral·li Osona                          | Claudi Caba                               | Jordi Pons                                | Porsche 911 SC                            |                                           |
| 1980 | 12è Ral·li Osona                          | Claudi Caba                               | Joan Aymamí                               | Porsche 911 SC                            |                                           |
| 1981 | 13è Ral·li Osona                          | Jaume Pons                                | Francesc Grané                            | Opel Ascona 2000 SR                       |                                           |
| 1982 | 14è Ral·li Osona                          | Joan Bayó                                 | Joan Molina                               | Talbot Sunbeam Lotus                      |                                           |
| 1983 | 15è Ral·li Osona                          | Jaume Pons                                | Josep Autet                               | Renault 5 Turbo                           |                                           |
| 1984 | 16è Ral·li Osona                          | Antonio Zanini                            | Josep Autet                               | Ferrari 308 GTB                           |                                           |
| 1985 | 17è Ral·li Osona                          | Domènec Garcia                            | Alfons Tesón                              | Talbot Sunbeam Lotus                      |                                           |
| 1986 | 18è Ral·li Osona                          | Marcel·lí Boy                             | Jordi Raurell                             | Talbot Sunbeam Lotus                      |                                           |
| 1987 | 19è Ral·li Osona                          | Rafael Martorell                          | Gràcia Bou                                | Peugeot 205 GTI                           |                                           |
| 1988 | 20è Ral·li Osona                          | José María Ponce                          | Antonio Sarmiento                         | BMW M3                                    | Esp                                       |
| 1989 | 21è Ral·li Osona                          | Jesús Puras                               | Tomás Aguado                              | Ford Sierra RS Cosworth                   | Esp                                       |
| 1990 | 22è Ral·li Osona                          | Josep Bassas                              | Antonio Rodríguez                         | BMW M3                                    | Esp                                       |
| 1991 | 23è Ral·li Osona                          | Josep Maria Bardolet                      | Antonio Rodríguez                         | Ford Sierra RS Cosworth 4x4               | Esp                                       |
| 1992 | 24è Ral·li Osona                          | Jesús Puras                               | José Arrarte                              | Lancia Delta HF Integrale                 | Esp                                       |
| 1993 | 25è Ral·li Osona                          | Jaume Pons                                | Josep Autet                               | BMW M3                                    | Cat                                       |
| 1994 | 26è Ral·li Osona                          | Domènec Garcia                            | Néstor Expósito                           | BMW M3                                    | Cat                                       |
| 1995 | 27è Ral·li Osona                          | Jordi Ventura                             | Joan Sureda                               | Seat Ibiza 1.8 16V                        | Cat                                       |
| 1996 | 28è Ral·li Osona                          | Jordi Ventura                             | Oriol Julià                               | Seat Ibiza Kit Car                        | Cat                                       |
| 1997 | 29è Ral·li Osona                          | Jordi Ventura                             | Oriol Julià                               | Seat Ibiza Kit Car                        | Cat                                       |
| 1998 | 30è Ral·li Osona                          | David Guixeres                            | Albert Pifarrer                           | Citroën Saxo Kit Car                      | Cat                                       |
| 1999 | 31è Ral·li Osona                          | David Guixeres                            | Jordi Mercader                            | Citroën Saxo Kit Car                      | Cat                                       |
| 2000 | 32è Ral·li Osona                          | Jordi Ventura                             | Oriol Julià                               | Seat Ibiza Kit Car                        | Cat                                       |
| 2001 | 33è Ral·li Osona                          | Joaquim Camps                             | Sergi Villalvilla                         | Mitsubishi Lancer Evo VI                  | Cat                                       |
| 2002 | 34è Ral·li Osona                          | Joaquim Camps                             | Sergi Villalvilla                         | Seat Córdoba WRC                          | Cat                                       |
| 2003 | 35è Ral·li Osona                          | Josep Maria Membrado                      | Jordi Vilamala                            | Renault Clio S1600                        | Cat                                       |
| 2004 | 36è Ral·li Osona                          | Josep Maria Membrado                      | Jordi Vilamala                            | Renault Clio S1600                        | Cat                                       |
| 2005 | 37è Ral·li Osona                          | Josep Maria Membrado                      | Jordi Vilamala                            | Renault Clio S1600                        | Cat                                       |
| 2006 | 38è Ral·li Osona                          | Josep Maria Membrado                      | Jordi Vilamala                            | Renault Maxi Mégane                       | Cat                                       |
| 2007 | 39è Ral·li Osona                          | Josep Maria Membrado                      | Jordi Vilamala                            | Renault Maxi Mégane                       | Cat                                       |
| 2008 | 40è Ral·li Osona                          | Josep Maria Membrado                      | Jordi Vilamala                            | Renault Maxi Mégane                       | Cat                                       |
| 2009 | 41è Ral·li Osona                          | Xevi Pons                                 | Àlex Haro                                 | Porsche 911 GT3 RS                        | Cat                                       |
| 2010 | 42è Ral·li Osona                          | Albert Orriols                            | Manel Muñoz                               | Mitsubishi Lancer Evo X                   | Cat                                       |
| 2011 | 43è Ral·li Osona                          | Josep Maria Membrado                      | Josep Ramon Ribolleda                     | Mitsubishi Lancer Evo X                   | Cat                                       |
| 2012 | 44è Ral·li Osona                          | Jordi Gaig                                | Aleix Astudillo                           | Porsche 911 GT3                           | Cat                                       |
| 2013 | 45è Ral·li Osona                          | Xevi Pons                                 | Xavi Amigo                                | Mitsubishi Lancer Evo X                   | Cat                                       |
| 2014 | 46è Ral·li Osona                          | Josep Maria Membrado                      | Jordi Vilamala                            | Porsche 997 GT3 RS 3.6                    | Cat                                       |
| 2015 | 47è Ral·li Osona                          | Albert Orriols                            | Lluís Pujolar                             | Porsche 997 GT3 RS 3.6                    | Cat                                       |
| 2016 | 48è Ral·li Osona                          | Josep Maria Membrado                      | Jordi Vilamala                            | Ford Fiesta R5                            | Cat                                       |
| 2017 | 49è Ral·li Osona                          | Josep Maria Membrado                      | Jordi Vilamala                            | Ford Fiesta R5                            | Cat                                       |
| 2018 | 50è Ral·li Osona                          | Albert Orriols                            | Lluís Pujolar                             | Ford Fiesta R5 WRC                        | Cat                                       |
| 2019 | 51è Ral·li Osona                          | Jose Luís García                          | Jordi Forcada                             | Citroën DS3 N5                            | Cat                                       |
| 2020 | No es diputa per la pandèmia del COVID-19 | No es diputa per la pandèmia del COVID-19 | No es diputa per la pandèmia del COVID-19 | No es diputa per la pandèmia del COVID-19 | No es diputa per la pandèmia del COVID-19 |
| 2021 | 52è Ral·li Osona                          | Albert Orriols                            | Lluís Pujolar                             | Škoda Fabia R5                            | Cat                                       |